# Вецпієбалзький край
Вецпієба́лзький кра́й (латис. Vecpiebalgas novads) — адміністративно-територіальна одиниця Латвійської Республіки. Розташований у центральній частині країни, в історичному регіоні Відземе. Адміністративний центр — Вецпієбалга. Створений 2009 року. Площа — 542,5 км². Населення — 4161 осіб (2011). До складу краю входять 5 волостей.